# Welociraptory
Welociraptory (Velociraptorinae) – podrodzina mięsożernych dinozaurów z rodziny dromeozaurów definiowana jako teropody, którym bliżej do welociraptora niż do innych dromeozaurów.

## Rodzaje
Lista rodzajów należących do tej podrodziny, oparta na badaniach Sereno (2005), Sentera (2004), Makovicky'ego i innych (2005), Norella i innych (2006) oraz Turnera i innych (2007).
- Deinonychus
- Nuthetes[6]
- Saurornitholestes
- Tsaagan
- Velociraptor
- Shri[7]
- Kuru[8]
- Luanchuanraptor[9]